# Abakansk

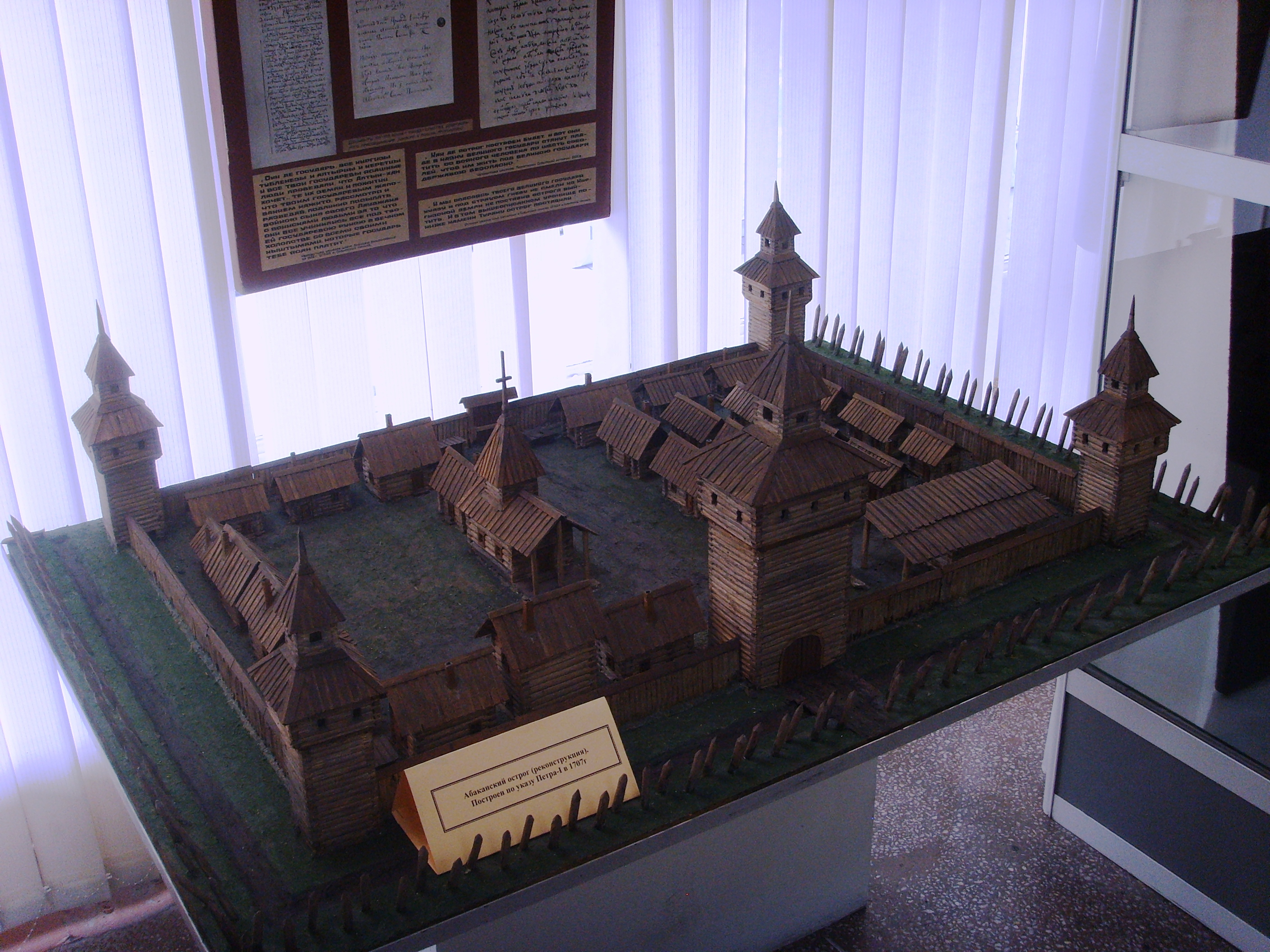
Maquette de la fortesse Abakansk

Abakansk est un fort de la Russie d'Asie situé près de la rivière Abakan, à 210 kilomètres au Sud-Ouest de Krasnoïarsk. Le fort a été bâti par Pierre le Grand en 1707.

## Source
Cet article comprend des extraits du Dictionnaire Bouillet. Il est possible de supprimer cette indication, si le texte reflète le savoir actuel sur ce thème, si les sources sont citées, s'il satisfait aux exigences linguistiques actuelles et s'il ne contient pas de propos qui vont à l'encontre des règles de neutralité de Wikipédia. Les informations données sont peut-être désormais erronées ou incorrectes : vous pouvez partager vos connaissances en améliorant ou en modifiant cet article.